# Le Médecin imaginaire (film)
Pour plus de détails, voir Fiche technique et Distribution.
Le Médecin imaginaire est une comédie française réalisée par Ahmed Hamidi et sortie en 2022.

## Synopsis
Alex, alias DJ Wethu, est une star du monde de la nuit. Au bord du burn-out, il enchaîne les concerts aux quatre coins de la planète... Jusqu'au jour où, en plein festival au Maroc, Alex fait une mauvaise chute et tombe de scène. Immobilisé sur place le temps de sa convalescence, il est placé sous la vigilance d'Abdel qui rêve de devenir aide-soignant. Le problème, c’est qu'il ne l'est pas tout à fait ! Une rencontre pour le moins inattendue...

## Fiche technique
Sauf indication contraire, les informations mentionnées dans cette section peuvent être confirmées par la base de données cinématographiques IMDb,  présente dans la section « Liens externes ».
- Titre original : Le Médecin imaginaire
- Réalisation : Ahmed Hamidi
- Scénario : Ahmed Hamidi et Fatsah Bouyahmed
- Musique : Sinclair
- Décors : Chloé Cambournac
- Costumes : Hadjira Ben-Rahou
- Photographie : Yannick Ressigeac
- Montage : Guerric Catala
- Producteur : Bruno Levy
  - Coproducteur : Gaëtan David et André Logie
  - Producteur exécutif : Hicham El Ghorfi et Frantz Richard
- Sociétés de production : Move Movie, UGC, France 3 Cinéma
- Société de distribution : UGC
- Pays de production :  France et  Belgique
- Langue originale : français
- Format : couleur — 2,35:1
- Genre : Comédie
- Durée : 86 minutes
- Dates de sortie :
  - France : 20 janvier 2022 (L'Alpe d'Huez) ; 27 avril 2022 (en salle)

## Distribution
Sauf indication contraire, les informations mentionnées dans cette section peuvent être confirmées par la base de données cinématographiques IMDb,  présente dans la section « Liens externes ».
- Alban Ivanov : Alex, alias "DJ Wethu"
- Fatsah Bouyahmed : Abdel Kader
- Clotilde Courau : Julie
- Smaïn : l'Inspecteur Bachir
- Booder : l'Inspecteur Mahmoud
- Saâdia Ladib : Nassima
- Rawane El Kadiri : Zaïna
- Brahim Bihi : Docteur Slimani
- Jeanne Arènes : l'experte en assurance
- Arno Chevrier : le photographe sponsors
- Malek Akhmiss : Kamel Gnawa

## Accueil

### Critique
Le site Allociné donne une moyenne de 2⁄5 pour un ensemble de 5 critiques recensées.
« L’ensemble ne manque pas de charme, notamment grâce au déploiement d’énergie de Fatsah Bouyahmed, sorte de Bourvil méditerranéen, aussi drôle qu’attachant. Dommage que les clichés se ramassent à la pelle et que certains curseurs soient poussés à l’extrême comme l’accent très poussé de Smaïn en policier marocain, ici en roue libre. » (Le Parisien).
« Une comédie agréable mais sans originalité, entre prises de bec sur fond de tempéraments incompatibles, choc des cultures et gags souvent prévisibles. » (Le Journal du dimanche).
« Ahmed Hamidi, ex-auteur des Guignols et coscénariste du Grand Bain, déroule dans son premier film un humour non seulement nauséabond, mais très poussiéreux. Il est vraiment déconseillé de s’exposer à ça. » (Télérama).

### Box-office
Le jour de sa sortie, le film est classé en 3e position dans le box-office français des nouveautés en engrangeant 13 469 entrées, dont 8 189 en avant-première, pour 397 copies, derrière La Ruse (18 468) et devant L'Affaire Collini (10 557).